# Partits Pirata Internacional
|  | Per a altres significats, vegeu «Partit Pirata (desambiguació)». |

Partits pirata registrats oficialment
Actius, sense registrar
En discussió

Membre de Partits Pirata Internacional
Partit Pirata actiu, però no membre de PPI

Partits Pirata Internacional (PPI) és una confederació internacional del moviment dels Partits Pirata. Es va fundar oficialment el 2010 al congrés dels PPI a Brussel·les (Bèlgica).

## Propòsits i estructura
Els estatuts de PPI tenen el propòsit de:
ajudar a establir, donar suport i promoure, i mantenir la comunicació i cooperació entre els Partits Pirata d'arreu del món. 
PPI també té objectius de donar a conèixer, difondre i unificar el moviment pirata mitjançant la coordinació, l'intercanvi d'informació, i contribuir a la fundació de nous Partits Pirata.
El partit s'esforça per reformar les lleis sobre drets d'autor i patents. El programa també inclou suport per a l'enfortiment del dret a la privadesa, tant a Internet com a la vida quotidiana, i la transparència de l'administració de l'Estat
El PPI és governat per una junta, dirigida per dos copresidents. La política, el govern, i les sol·licituds d'afiliació són responsabilitat de l'assemblea general de PPI, que s'ha de reunir com a mínim un cop l'any.

## Història
El primer Partit Pirata de la història fou el Piratpartiet suec, fundat l'1 de gener del 2006. Seguidament es van formar altres grups o partits polítics a Alemanya, Àustria, Dinamarca, Espanya, Finlàndia, Irlanda, als Països Baixos i a Polònia. L'any 2007, els representants d'aquests partits es van trobar a Viena, Àustria per formar una aliança i planificar les accions per a les eleccions al Parlament Europeu de 2009. Llavors altres conferències van tenir lloc el 2008 a Berlín i a Uppsala, on es va redactar la "Declaració d'Uppsala" per formar una plataforma bàsica per a les eleccions.
El setembre del 2008, Andrew Norton va ser nomenat coordinador del col·lectiu PPI. L'agost de 2009 va renunciar el càrrec i va passar en mans de Patrick Mächler i Samir Allioui.
El 18 d'abril de 2010, es va fundar de manera oficial Partits Pirata Internacional a Brussel·les al Congrés dels PPI que anava del 16 d'abril fins al 18.
El mes d'octubre del 2010, Pirates de Catalunya es va registrar oficialment a PPI, tot i que encara no apareix a la llista dels membres del web de PPI.

## Moviment pirata arreu del món
El primer Partit Pirata va ser el Piratpartiet suec, fundat l'1 de gener de 2006. Es va presentar a les Eleccions Generals d'aquest mateix any obtenint el 0,63% dels vots. A les eleccions al Parlament Europeu del 7 de juny de 2009 el partit pirata suec va obtenir un eurodiputat (7,1% dels vots), que posteriorment van passar a ser-ne dos.
Fora de Suècia, els partits pirata s'han iniciat a 33 països i una comunitat autònoma (Catalunya), inspirats en la iniciativa de Suècia. Cooperen a través de PPInternational. Al juny de 2007 els diferents membres de la internacional de partits pirata es van reunir a Viena, Àustria, per discutir el futur del moviment. La conferència es va anomenar "Política: següent pas? Pirates a Brussel·les el 2009!". L'esdeveniment va ser organitzat per l'Acadèmia de Belles Arts de Viena i els grups activistes com "monochrom" i la "transformació de la llibertat".
El 2008, el Partit Pirata d'Alemanya es va convertir en el segon Partit Pirata a participar en uns comicis, a les eleccions estatals de Hesse de 2008, i va rebre el 0,3%; % dels vots vàlids. En les eleccions estatals de Hesse de 2009, va rebre el 0,5%. A les eleccions europees de 2009, el Partit Pirata d'Alemanya va rebre el 0,9% de la votació de la població. Al juny de 2009, el parlamentari socialdemòcrata alemany Jörg Tauss va abandonar el seu partit i va oferir els seus serveis al Partit Pirata d'Alemanya, de manera que el Partit Pirata d'Alemanya va tenir el seu primer escó al parlament alemany (Bundestag). El 30 d'agost de 2009, el Partit Pirata d'Alemanya va rebre 1,9% dels vots a les eleccions estatals de Saxònia de 2009 eleccions estatals de Saxònia. El mateix dia, el partit va rebre també a les eleccions locals de Münster i Aquisgrà, en cada cas un lloc al consell de la ciutat. Al setembre de 2011 a les eleccions a Berlín el Partit Pirata d'Alemanya va obtenir el 8,9% dels vots, aconseguint 15 escons a la Càmera de Diputats. En 2012 el partit va obtenir escons en altres tres parlaments estatals: Renania del Nord-Westfàlia (20 escons, amb un 7,8%), Schleswig-Holstein (6 escons. amb un 8,2%) i Sarre (4 escons, amb un 7,4%). No obstant això a les eleccions federals de 2013 el partit va obtenir amb prou feines el 2,2%, sense obtenir escons al Bundestag. Des de llavors ha estat obtenint magres resultats a les eleccions a les quals s'ha presentat. Tot i això, a les eleccions europees de 2014 (1,4%) va obtenir un escó al Parlament Europeu.
Fora de Suècia, s'han iniciat partits pirates en més de 40 països, inspirats en la iniciativa de Suècia.
| Estat                | Nom                                                                         | Estat del registre                                                            | Membre de PPI     | Elegits                                                                                                  |
| -------------------- | --------------------------------------------------------------------------- | ----------------------------------------------------------------------------- | ----------------- | --- |
| Alemanya             | Piratenpartei Deutschland                                                   | Registrat oficialment                                                         | Sí                | 43 escons del consell municipal                                                                          |
| Alemanya             | Pirates Joves                                                               | Registrat oficialment                                                         | Membre observador | No |
| Alemanya             | Partit Pirata de Baviera                                                    | Registrat oficialment                                                         | Membre observador | No |
| Alemanya             | Partit Pirata de Hessen                                                     | Registrat oficialment                                                         | Membre observador | No |
| Àustria              | Piratenpartei Österreichs                                                   | Registrat oficialment                                                         | Sí                | No |
| Bèlgica              | Pirate Party Belgium                                                        | Registrat oficialment                                                         | Sí                | No |
| Bulgària             | Piratska Partia / Пиратска Партия                                           | Registrat oficialment                                                         | Sí                | No |
| Canadà               | Pirate Party of Canada / Parti Pirate du Canada                             | Registrat oficialment                                                         | Sí                | No |
| Croàcia              | Organization Slavoljub Penkala                                              | Registrat oficialment                                                         | No                | No |
| Dinamarca            | Piratpartiet                                                                | Registrat oficialment                                                         | Sí                | No |
| Espanya              | Partido Pirata                                                              | Registrat oficialment                                                         | Sí                | No |
| Espanya              | Pirates de Catalunya                                                        | Registrat oficialment                                                         | Sí                | Dos regidors                                                                                             |
| Espanya              | Piratas de Galicia                                                          | Registrat oficialment                                                         | No                | No |
| Finlàndia            | Piraattipuolue                                                              | Registrat oficialment                                                         | Sí                | No |
| França               | Parti Pirate                                                                | Registrat oficialment                                                         | Sí                | No |
| Itàlia               | Partito Pirata Italiano                                                     | Registrat oficialment                                                         | Sí                | No |
| Islàndia             | Píratar                                                                     | Registrat oficialment                                                         | Sí                | 6 escons al parlament                                                                                    |
| Luxemburg            | Piratepartei Lëtzebuerg                                                     | Registrat oficialment                                                         | Sí                | No |
| Països Baixos        | Piratenpartij Nederland                                                     | Registrat oficialment                                                         | Sí                | No |
| Regne Unit           | Pirate Party UK                                                             | Registrat oficialment                                                         | Sí                | No |
| Txèquia              | Česká pirátská strana                                                       | Registrat oficialment                                                         | Sí                | Tres regidors                                                                                            |
| Suècia               | Piratpartiet                                                                | Registrat oficialment                                                         | No                | Dos diputats europeus                                                                                    |
| Suïssa               | Piratenpartei Schweiz                                                       | Registrat oficialment                                                         | Sí                | Un regidor                                                                                               |
| Nepal                | Partit Pirata Nepal                                                         | Pendent, després de reunir 10.000 signatures abans de les eleccions nacionals | No                | No |
| Argentina            | Partido Pirata Argentino                                                    | Actiu però no registrat                                                       | No                | No |
| Austràlia            | Pirate Party Australia                                                      | Actiu però no registrat                                                       | Sí                | No |
| Bòsnia i Hercegovina | Piratska Partija Bosna i Hercegovina / Пиратска Партија Босна и Херцеговина | Actiu però no registrat                                                       | No                | No |
| Brasil               | Partido Pirata do Brasil                                                    | Actiu però no registrat                                                       | Sí                | No |
| Eslovàquia           | Slovenská pirátska strana                                                   | Actiu però no registrat                                                       | No                | No |
| Eslovènia            | Piratska stranka Slovenije                                                  | Actiu, es registrarà el gener del 2011                                        | No                | No |
| Estats Units         | United States Pirate Party                                                  | Actiu però no registrat                                                       | No                | No |
| Grècia               | Πειρατικό Κόμμα Ελλάδος                                                     | Actiu però no registrat                                                       | No                | No |
| Irlanda              | Pirate Party Ireland / Páirtí Foghlaithe na hÉireann                        | Actiu però no registrat                                                       | Sí                | No |
| Kazakhstan           | Қазақстан Қарақшылар Партиясы                                               | Actiu però no registrat                                                       | Sí                | No |
| Lituània             | Piratu Partija                                                              | Actiu però no registrat                                                       | No                | No |
| Mèxic                | wikiPartido Pirata Mexicano                                                 | Actiu però no registrat                                                       | No                | No |
| Nova Zelanda         | Pirate Party of New Zealand                                                 | Actiu però no registrat                                                       | No                | No |
| Portugal             | Partido Pirata Português                                                    | Actiu però no registrat                                                       | Sí                | No |
| Rússia               | Pirate Party of Russia / Пиратская партия России                            | Actiu però no registrat                                                       | Sí                | No |
| Sèrbia               | Piratska Partija Srbije                                                     | Actiu però no registrat                                                       | Sí                | No |
| Tunísia              | Pirate Party of Tunisia                                                     | Actiu però no registrat                                                       | No                | Slim Amamou ostenta el càrrec de Secretari d'Estat de Joventut i d'Esport en el govern d'unitat nacional |
| Turquia              | Korsan Partisi                                                              | Actiu però no registrat                                                       | No                | No |
| Ucraïna              | Pirate Party of Ukraine / Піратська Пратія України                          | Actiu però no registrat                                                       | No                | No |
| Uruguai              | Partido Pirata en Uruguay                                                   | Actiu però no registrat                                                       | No                | No |
| Xile                 | Partido Pirata de Chile                                                     | Actiu però no registrat                                                       | No                | No |
| Xipre                | Pirate Party Cyprus                                                         | Actiu però no registrat                                                       | No                | No |